# Olympische Sommerspiele 1932/Leichtathletik – 80 m Hürden (Frauen)

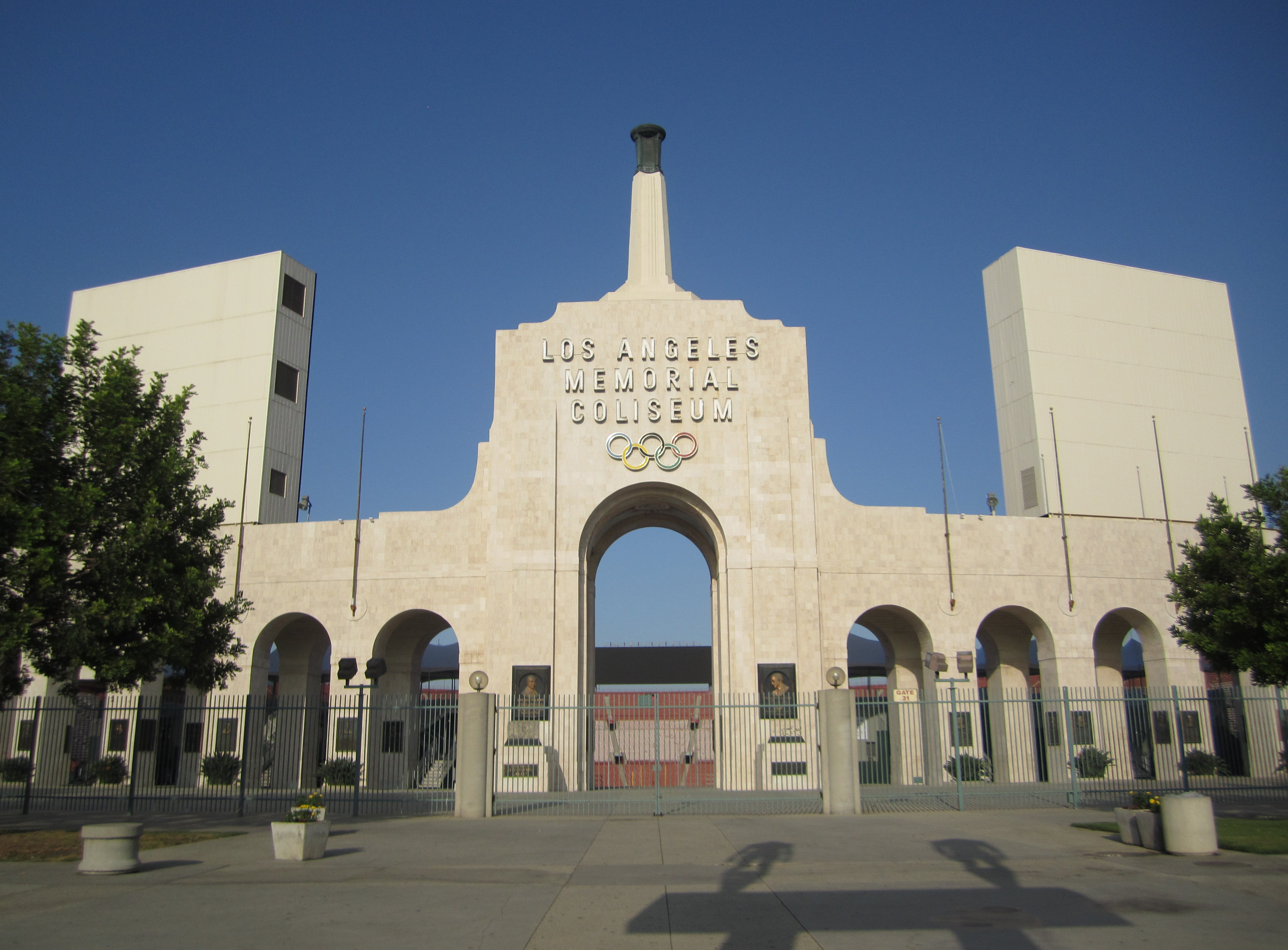
Eingang zum Los Angeles Memorial Coliseum

Der 80-Meter-Hürdenlauf der Frauen bei den Olympischen Spielen 1932 in Los Angeles wurde am 3. und 4. August 1932 im Los Angeles Memorial Coliseum ausgetragen. Nur neun Athletinnen nahmen an der olympischen Premiere dieser Disziplin teil. Erstmals kamen bei Olympischen Spielen Startpistolen, elektronische Zeitnahme und Zielfotos zum Einsatz, die elektronische Zeitnahme allerdings nur inoffiziell.
Olympiasiegerin wurde die US-Amerikanerin Mildred Didrikson vor ihrer Landsfrau Evelyne Hall. Die Südafrikanerin Marjorie Clark gewann die Bronzemedaille.

## Rekorde

### Bestehende Rekorde
| Weltrekord         | 11,8 s                                      | Marjorie Clark ( Südafrikanische Union)     | Pietermaritzburg, Südafrikanische Union     | 2. Mai 1932                                 |
| Weltrekord         | 11,8 s                                      | Roxanne Atkins ( Kanada)                    | Hamilton, Kanada                            | 6. Juni 1932                                |
| Weltrekord         | 11,8 s                                      | Anne Vrana-O’Brien ( USA)                   | Philadelphia, USA                           | 18. Juni 1932                               |
| Olympischer Rekord | Wettbewerb erstmals im olympischen Programm | Wettbewerb erstmals im olympischen Programm | Wettbewerb erstmals im olympischen Programm | Wettbewerb erstmals im olympischen Programm |

### Neue Rekorde / Rekordverbesserungen
In dieser neuen olympischen Disziplin gab es zunächst einen neuen olympischen Rekord, mit dem gleichzeitig der bestehende Weltrekord egalisiert wurde. Im Finale stellten zwei Läuferinnen einen neuen Weltrekord auf.
- Erster olympischer Rekord, gleichzeitig Egalisierung des bestehenden Weltrekords:
  - 11,8 s – Mildred Didrikson (USA), erster Vorlauf am 3. August
- Weltrekord:
  - 11,7 s – Mildred Didrikson (USA), Finale am 4. August
  - 11,7 s – Evelyne Hall (USA), Finale am 4. August

## Durchführung des Wettbewerbs
Am 3. August traten die Läuferinnen zu zwei Vorläufen an. Die jeweils drei besten Athletinnen – hellblau unterlegt – qualifizierten sich für das Finale am 4. August.

## Vorläufe
Datum: 3. August 1932

### Vorlauf 1
| Platz | Name              | Nation                | Zeit   | Anmerkung |
| ----- | ----------------- | --------------------- | ------ | --------- |
| 1     | Mildred Didrikson | USA                   | 11,8 s | WRe/OR    |
| 2     | Simone Schaller   | USA                   | 11,8 s |           |
| 3     | Marjorie Clark    | Südafrikanische Union | 11,9 s |           |
| 4     | Elizabeth Taylor  | Kanada                | 12,0 s |           |
| DNF   | Michi Nakanishi   | Japan                 |        |           |

### Vorlauf 2
| Platz | Name               | Nation         | Zeit   | Anmerkung |
| ----- | ------------------ | -------------- | ------ | --------- |
| 1     | Evelyne Hall       | USA            | 12,0 s |           |
| 2     | Violet Webb        | Großbritannien | 12,1 s |           |
| 3     | Alda Wilson        | Kanada         | 12,1 s |           |
| 4     | Felicja Schabińska | Polen          | 12,8 s |           |

## Finale

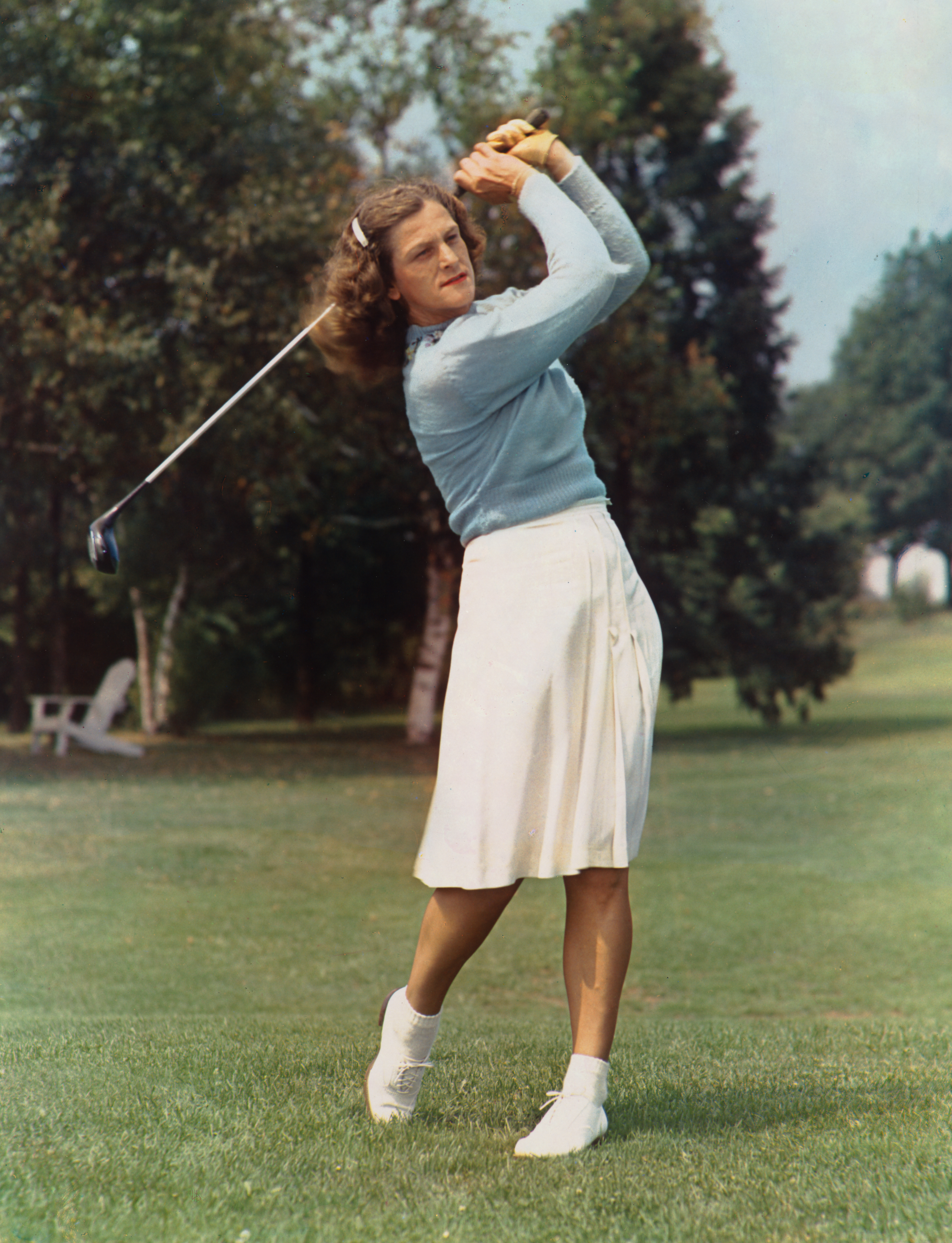
Olympiasiegerin Mildred Didrikson – hier im Jahr 1947 in ihrer späteren Karriere als Golferin unter ihrem Namen Mildred Zaharias

Datum: 4. August 1932
| Platz | Name              | Nation                | Höhe   | Anmerkung |
| ----- | ----------------- | --------------------- | ------ | --------- |
| 1     | Mildred Didrikson | USA                   | 11,7 s | WR        |
| 2     | Evelyne Hall      | USA                   | 11,7 s | WR        |
| 3     | Marjorie Clark    | Südafrikanische Union | 11,8 s |           |
| 4     | Simone Schaller   | USA                   | 11,8 s |           |
| 5     | Violet Webb       | Großbritannien        | 11,9 s |           |
| 6     | Alda Wilson       | Kanada                | 12,0 s |           |

In diesem Wettbewerb zeigte Mildred Didrikson nach dem Speerwurf zum zweiten Mal ihre Sonderklasse. Der Ausgang war hauchdünn, nachdem Didrikson bis kurz vor dem Ziel noch deutlich vorne gelegen hatte. Aber sie stieß an die letzte Hürde und ihre Landsmännin Evelyne Hall kam noch einmal ganz nah an sie heran. Doch Didrikson war knapp vor Hall im Ziel, beide verbesserten den bestehenden Weltrekord um eine Zehntelsekunde. Die Bronzemedaille gewann die Südafrikanerin Marjorie Clark, die mit 11,8 s exakt die Zeit erreichte, mit der sie vorher noch den Weltrekord gehalten hatte. Die US-Amerikanerin Simone Schaller kam mit ebenfalls 11,8 s auf Platz vier.
Bis zu ihrem Tod im Jahre 1993 beharrte Evelyne Hall darauf, dass sie die Siegerin sei. Doch Filmaufnahmen des Rennens und auch Fotos vom Zieleinlauf im offiziellen Bericht widerlegen diese Aussage.

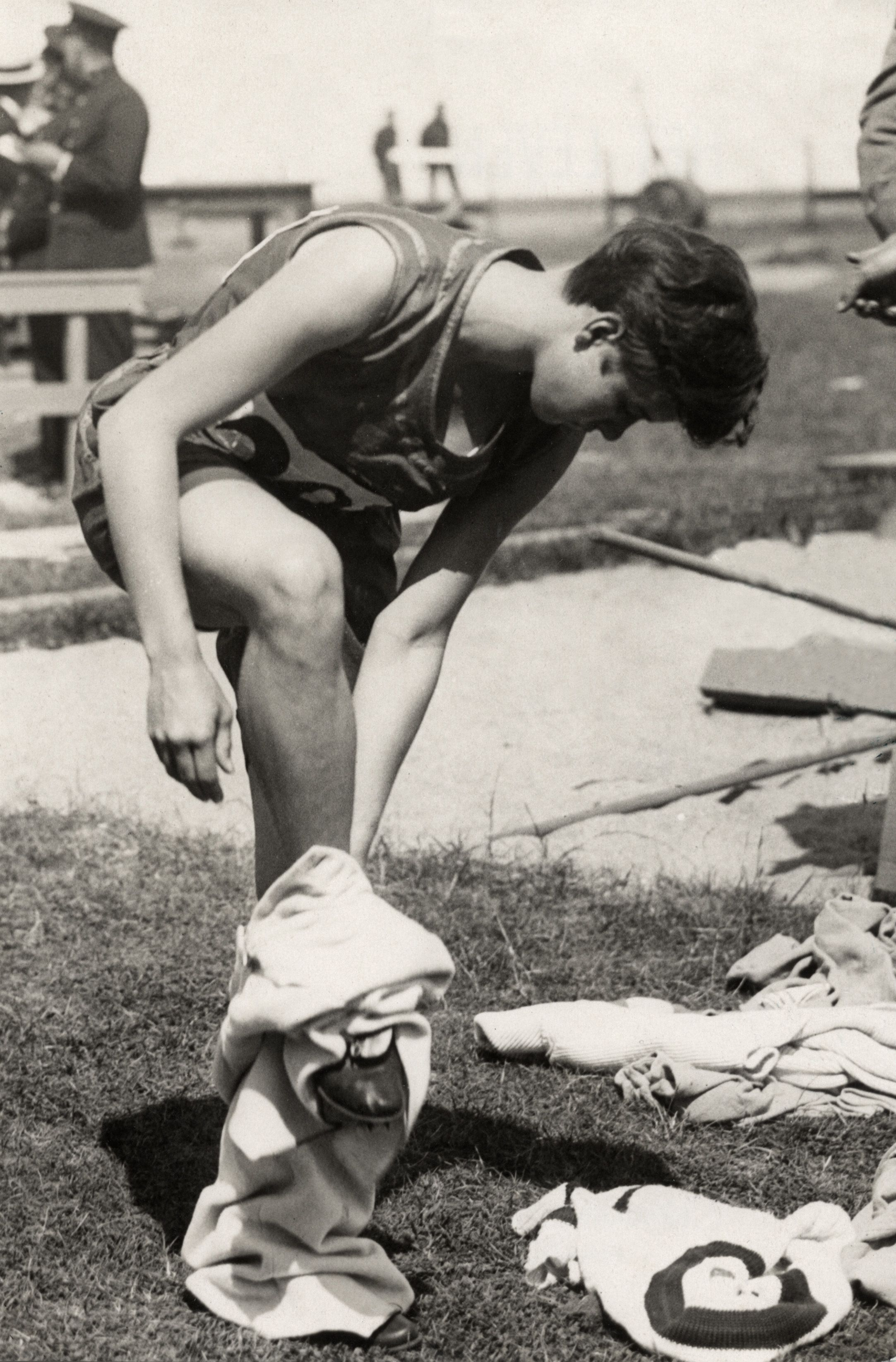
Bronzemedaillengewinner Marjorie Clark
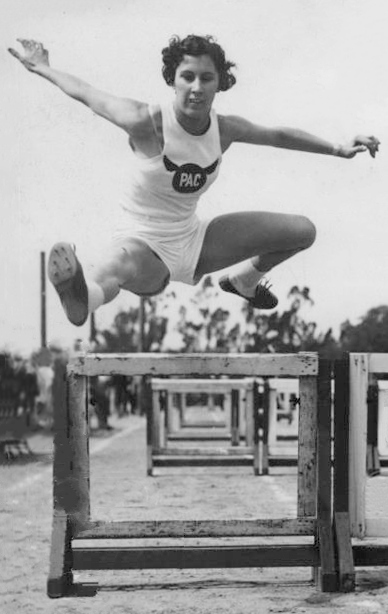
Simone Schaller wurde im Finale Vierte
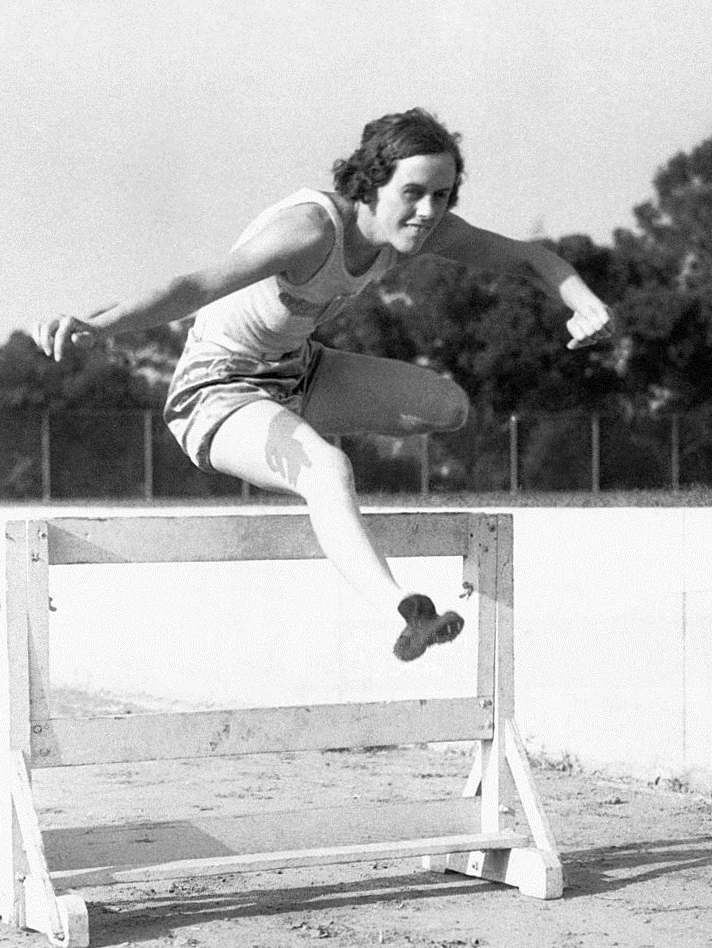
Der sechstplatzierte Alda Wilson

## Video
- Babe Didrikson at Los Angeles 1932, Epic Olympic Moments, youtube.com, abgerufen am 7. Juli 2021